# De turno con la angustia
De turno con la angustia  es una telenovela mexicana de 1969, producida por Raúl Astor, y dirigida por Arturo Salgado para Telesistema Mexicano (hoy Televisa).
Protagonizada por Lucy Gallardo, Aarón Hernán, Martha Roth y Gregorio Casal, antagonizada por Carlos Amador, hijo y con las participaciones especiales de Raúl Bóxer, Marina Marín, Rosenda Monteros y Jorge Lavat.

## Reparto
- Lucy Gallardo - Dra. Susana
- Aarón Hernán - Dr. Miguel
- Martha Roth - Dra. Elena
- Gregorio Casal - Antonio Borghetti
- Marina Baura - María Gabriela de Borghetti
- Carlos Amador, hijo - Dr. Fernández
- Jorge Lavat - Rosendo Galván
- Rosenda Monteros - Lydia
- Marina Marín - Mayra
- Raúl Bóxer - Guardián
- Miguel Suárez - Tomás
- Ángela Villanueva - Ivette
- Luis Narna

- Datos: Q10880976